# بخش کندوجار
بخش کندوجار (به انگلیسی: Kendujhar district) یک بخش در هند است که در اودیسا واقع شده‌است. بخش کندوجار ۸٬۲۴۰ کیلومتر مربع مساحت و ۱٬۸۰۲٬۷۷۷ نفر جمعیت دارد و ۴۸۰ متر بالاتر از سطح دریا واقع شده‌است.